# Хагана
Хагана́ (ивр. הֲגָנָה‎ — оборона, защита) — еврейская сионистская военная подпольная организация в Палестине, существовала с 1920 по 1948 год во время британского мандата в Палестине. Британские власти наложили на деятельность Хаганы запрет, однако это не помешало ей организовать эффективную защиту еврейских поселений. С образованием еврейского государства стала основой Армии обороны Израиля.

## История
Идеи о необходимости охраны и защиты еврейских поселений начали обсуждаться одновременно с созданием этих поселений. Раввин Цви Калишер писал в 1862 году, что «поселенцы должны подготовить … охрану, обученную военному делу, чтобы арабы не уничтожали посевы и виноградные плантации».
Еврейская самооборона до 1920 года сводилась к защите поселений от грабителей и бедуинов, угонявших стада у еврейских крестьян. Поскольку турецкие власти не могли справиться с этим, то поселенцы должны были платить бандитам выкуп за собственное имущество, терять его вовсе или организовывать самооборону. В этот период нападения арабов не имели политической мотивации и грабители не делали различий между жертвами. Однако после младотурецкой революции 1908 года столкновения начали приобретать межнациональную окраску. После завоевания Палестины британской армией в ходе Первой мировой войны началась борьба между арабским и еврейским национальными движениями. Еврейская самооборона стала частью еврейского национального движения. Затраты на охрану поселений занимали в общем бюджете 10-15 процентов от всех расходов.
В годы Второй алии в Палестину прибыло большое количество еврейской молодёжи, которая имела опыт создания отрядов самообороны по защите от погромов в России. 12 апреля 1909 года была создана организация «Ха-Шомер» — предшественник Хаганы.

### Первый этап. 1920-е годы
«Хагана» была сформирована в июне 1920 года. Создание Хаганы явилось ответом на события 1920 года и разрушение Тель-Хая, когда восемь его защитников, включая И. Трумпельдора, были убиты арабами. Все еврейские силы самообороны были объединены под эгидой образовавшейся тогда Всеобщей федерации еврейских трудящихся («Гистадрут»).
В июне 1920 году конференция рабочей партии «Ахдут ха-Авода» приняла резолюцию по обеспечению безопасности еврейского населения. Всеобщая федерация еврейских трудящихся на своём первом съезде, в декабре 1920 года, приняла решение о создании подпольной вооружённой армии самообороны. Первыми бойцами «Хаганы» были поселенцы из России, бывшие студенты, врачи, ешиботники (ученики еврейской религиозной семинарии).
В 1920 году время мусульманского праздника Неби-Муса (пророка Моисея) совпало с днями еврейской пасхальной недели. В старой части Иерусалима вооружённые арабы нападали на евреев на улицах, врывались в их дома, избивали и насиловали, оскверняли синагоги. Арабская полиция не препятствовала этому, а иногда даже принимала участие в насилии и грабежах. Английская военная полиция не пускала вооружённые отряды самообороны, и они не смогли прийти на помощь. В 1921 году всё повторилось в Яффо, Петах-Тикве, Реховоте, Хадере, где еврейское население оказалось беззащитным.
В 1924 году был составлен устав организации.

### Второй этап. 1929—1936 гг.
В течение одной недели августа 1929 года арабы убили 133 и ранили 339 евреев. Этот год стал новой точкой отсчёта в развитии «Хаганы». После событий 1929 года высший выборный орган еврейского населения (в подмандатной Палестине) Национальный комитет назначил специальный Совет обороны, председателем которого стал Пинхас Рутенберг — в недавнем прошлом деятель российского революционного движения.
В апреле 1931 года в иерусалимском отделении «Хаганы» возникла новая боевая организация. Её создали в основном сторонники несоциалистических движений, прежде всего сионисты-ревизионисты. После смены нескольких названий основатели организации остановились на названии «Национальная военная организация» (ивр. ארגון צבאי לאומי‎ Иргу́н Цваи́ Леуми́).
В 1934 году появился Технический отдел, который отвечал за строительство оборонительных сооружений и планирование операций. Позже он стал ядром Штаба «Хаганы», которого ранее не было. В середине 1930-х годов структура «Хаганы» становилась более централизованной, роль Штаба «Хаганы» постоянно росла, он управлял Службой информации (разведка), системой сигнализации и курьерами.

### Третий этап. 1936—1939 гг.

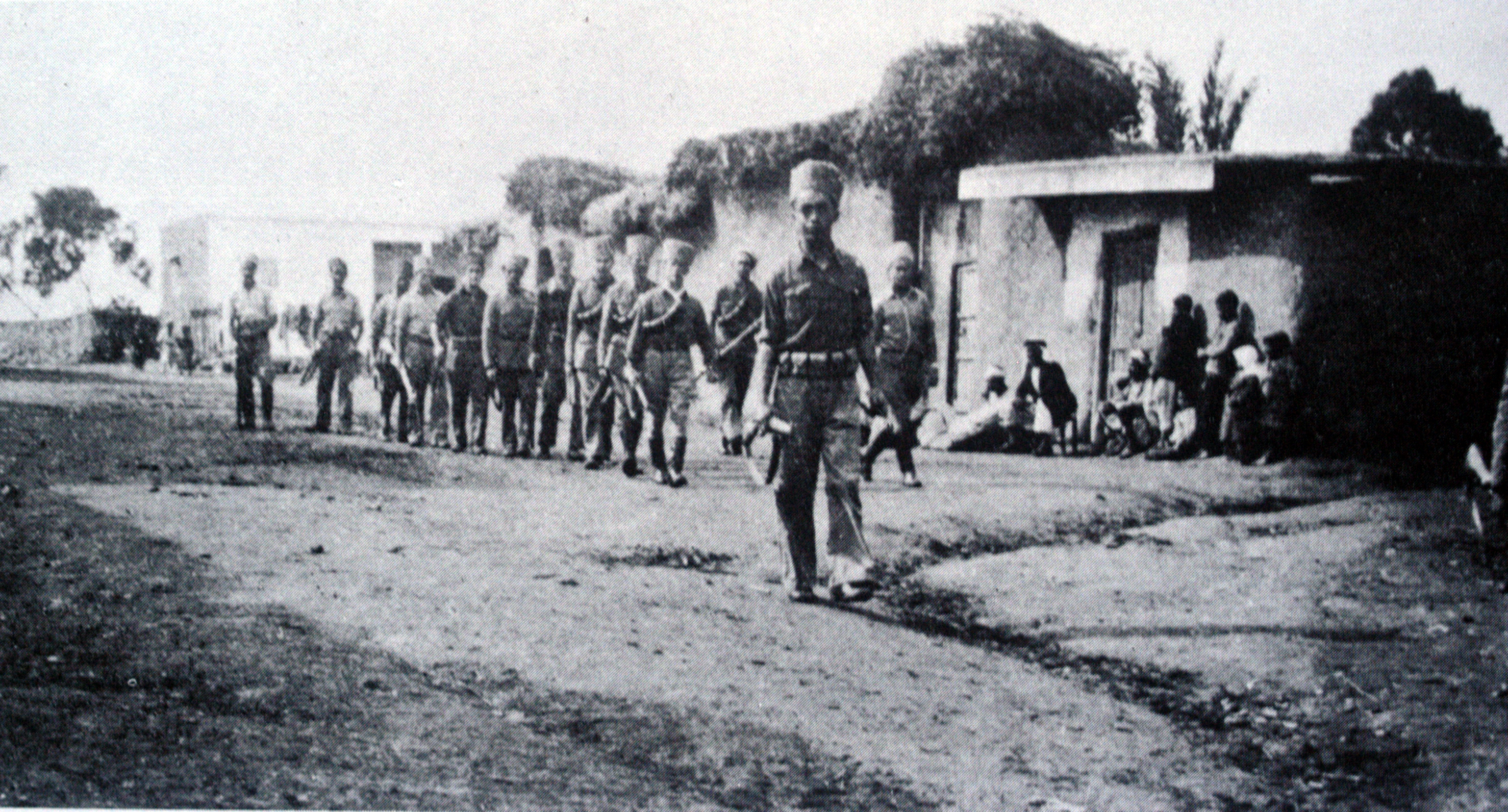
Отряд Хаганы в арабской деревне Яцур, 1938

Из организации, состоящей из разрозненных отрядов самообороны на местах, она превращалась в военное формирование. В период 1936—1939 годов в «Хагане» была введена так называемая «политика самообладания».
Такая политика означала отказ от контртеррора, «ответных операций против арабского населения в целом, продиктованных желанием отомстить или покарать».
Она заключалась в том, что акции «Хаганы» должны были быть направлены исключительно на конкретных исполнителей террористических акций, а не против арабского населения Палестины в целом. Данная политика базировалась на определённой поддержке со стороны британской администрации и была направлена в том числе на завоевание общественного мнения в Великобритании. «Политика самообладания» была поддержана большей частью еврейского населения Палестины, однако критиковалась радикально настроенными организациями, в частности членами «Иргуна (Эцель)».
Начиная с 1938 г. «Хагана» стала фактически военным подразделением Всемирной сионистской организации, что тщательно скрывалось, а деятельность «Хаганы» стала подчинена не только Национальному комитету, но и Еврейскому агентству. Оказалось, что для выполнения программы сионизма необходимо не только выполнять задачи самооброны, но и противостоять британским властям. Еврейское Агентство поставило во главе «Хаганы» Йоханана Ратнера.

## В годы Второй мировой войны
Учитывая принятие «Белой книги 1939 года», которая существенно ограничила еврейскую иммиграцию в Палестину как раз в то время, когда европейские евреи особенно нуждались в ней, лидер ишува, будущий премьер-министр Израиля Давид Бен-Гурион сформулировал отношение к британской политике так:

Мы должны помогать англичанам в войне, как если бы не существовало «Белой книги», и мы должны бороться против «Белой книги», как если бы не велась война.

Вооружённые организации сионистов в Палестине, в том числе Хагана, также встали на сторону союзников.
В 1940 году в бухте возле Хайфы члены «Хаганы» взорвали корабль «Патриа», чтобы саботировать насильственную перевозку британцами нелегальных еврейских иммигрантов на остров Маврикий. Планировалось повредить взрывом один из отсеков, однако пробоина оказалась намного больше, чем было рассчитано, и более 250 еврейских беженцев, находившихся на судне, утонули..
16—18 мая 1941 года ввиду опасности потенциального германо-итальянского вторжения в Палестину «Хаганой» были созданы «ударные роты» (плуггот махац — «Пальмах») под командованием Ицхака Саде. Первоначально были сформированы две роты, под командованием Игала Алона и Моше Даяна, год спустя их число было доведено до шести.
Весной 1941 года бойцы «Хаганы» под британским командованием осуществили ряд диверсионных рейдов в вишистскую Сирию. В одной из операций в Сирии был ранен и потерял глаз Моше Даян. Отряды «Пальмаха» принимали участие в подавлении пронацистского мятежа в Ираке. Многие члены «Хаганы» вступили добровольцами в британскую армию и созданную в сентябре 1944 года Еврейскую бригаду.
В 1944—1945-х гг., в рамках операции «Сезон» члены Хаганы похищали членов Эцела, отвозили их в свои кибуцы, где допрашивали, иногда избивали (один из похищенных — Йедидья Сегаль — был убит). Информация о 700-х членах «Эцела» была передана британской полиции для последующего ареста, около ста бойцов непосредственно выдали мандатным властям.

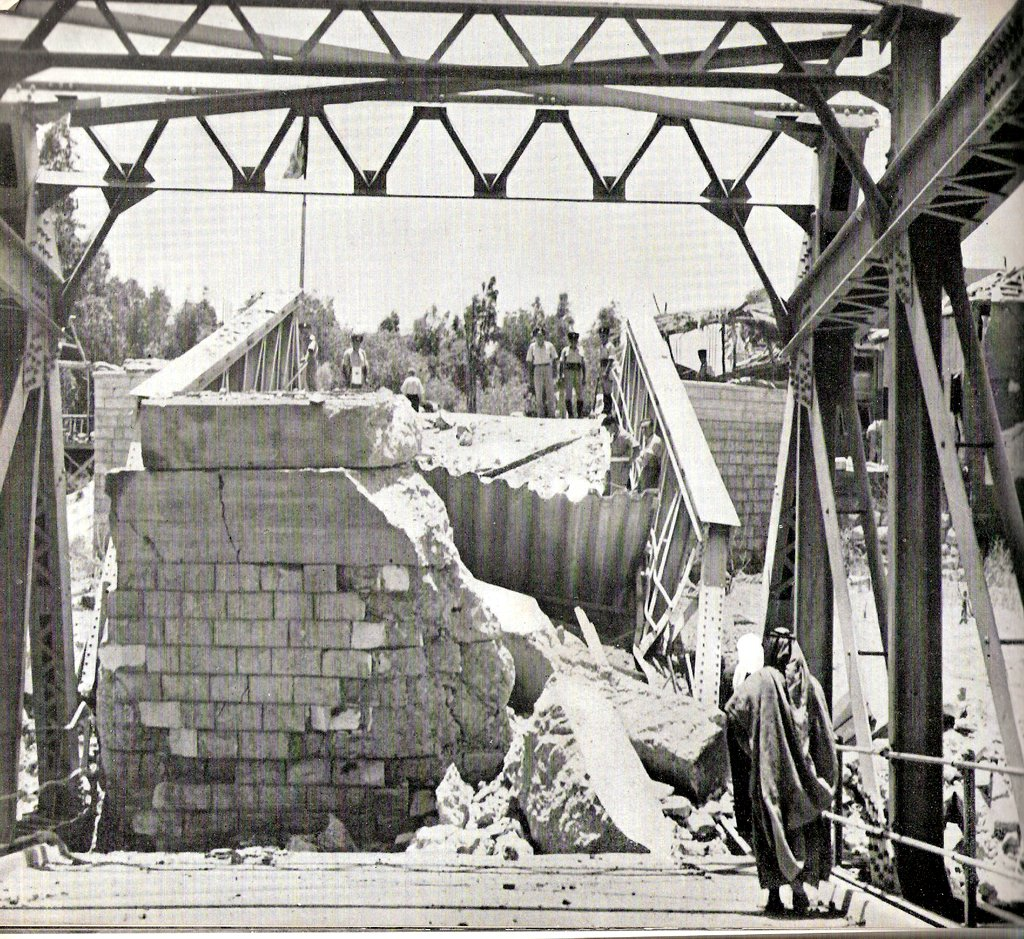
Мост Алленби после взрыва. Операция «Ночь мостов»,1946

К концу войны отношения между «Пальмахом» и британской армией стали враждебными, и «Пальмах» ушёл в подполье. К тому времени его численность была доведена до восьми рот, сведённых в батальоны.

## Движение сопротивления
2 июля 1946 года, объединённое «Движение еврейского сопротивления», в которое входила и Хагана, спланировало Взрыв в гостинице Царь Давид, где располагался штаб британской армии. В результате взрыва погиб 91 человек, в том числе 17 евреев. Руководство Хаганы утверждало, что акция была отменена и Иргун осуществил взрыв самовольно, Иргун отрицал версию Хаганы (см. Взрыв в гостинице Царь Давид).

## Арабо-израильская война

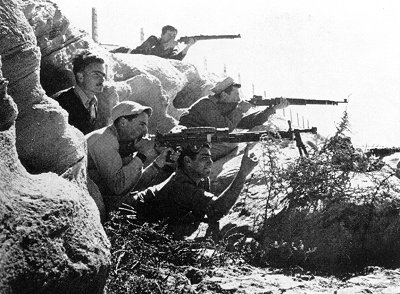
Перестрелка между членами Хаганы и арабами, 1947 год

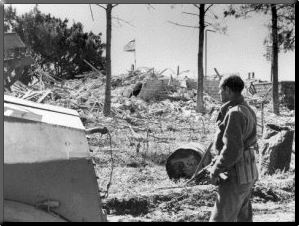
Боец Хаганы в деревне Кастель 5 апреля 1948 года

Принятие ООН плана раздела Палестины вызвало резкую отрицательную реакцию как палестинских арабов, так и в целом в арабском мире. Стычки между еврейскими и арабскими вооружёнными формированиями стали перерастать в полномасштабные военные столкновения, и британские власти не в состоянии были помешать этому. Обе противоборствующие стороны усиленно закупали вооружение и мобилизовывали население. Еврейские и арабские военизированные формирования стремились к максимальному захвату территории и контролю над коммуникациями, занятию ключевых пунктов сразу же после ухода британских войск.
К 1947 году Хагана была разветвлённой организацией, включавшей в себя ударные батальоны Пальмах, шесть бригад полевых частей пехоты, территориальные части, разведку, штабы, вспомогательные структуры. Отдельно действовали боевые подразделения подпольных организаций Иргун и Лехи, не входившие в состав Хаганы.
Большинство источников оценивает численность еврейских вооружённых сил с центральным командованием в ноябре 1947 года в 14-16 тысяч человек (кроме того, до 20 тысяч в городских ополчениях ХИМ и молодёжных организациях ГАДНА (ивр. גדודי הנוער‎ — гдудей ха-ноар) и около тысячи во вспомогательной еврейской полиции, подчинённой британскому командованию), а в мае 1948 года — в 27-35 тысяч человек (включая или исключая ХИМ, насчитывавшие около 6 тысяч человек).
Бенни Моррис делит этот этап на два периода. Первый период с 29 ноября 1947 года до марта 1948 года, характеризовался тем, что еврейские силы декларировали принцип «ответных акций» против арабов. С марта 1948 года до середины мая 1948 года этот принцип отменяется и война характеризуется активными действиями Хаганы по взятию под контроль территорий в подмандатной Палестине.

Наступление Хаганы в апреле-мае 1948 года привело к взятию евреями Тверии, Хайфы, Цфата, Яффо, Акко и других населённых пунктов с арабским или смешанным населением.

## Преобразование в армию

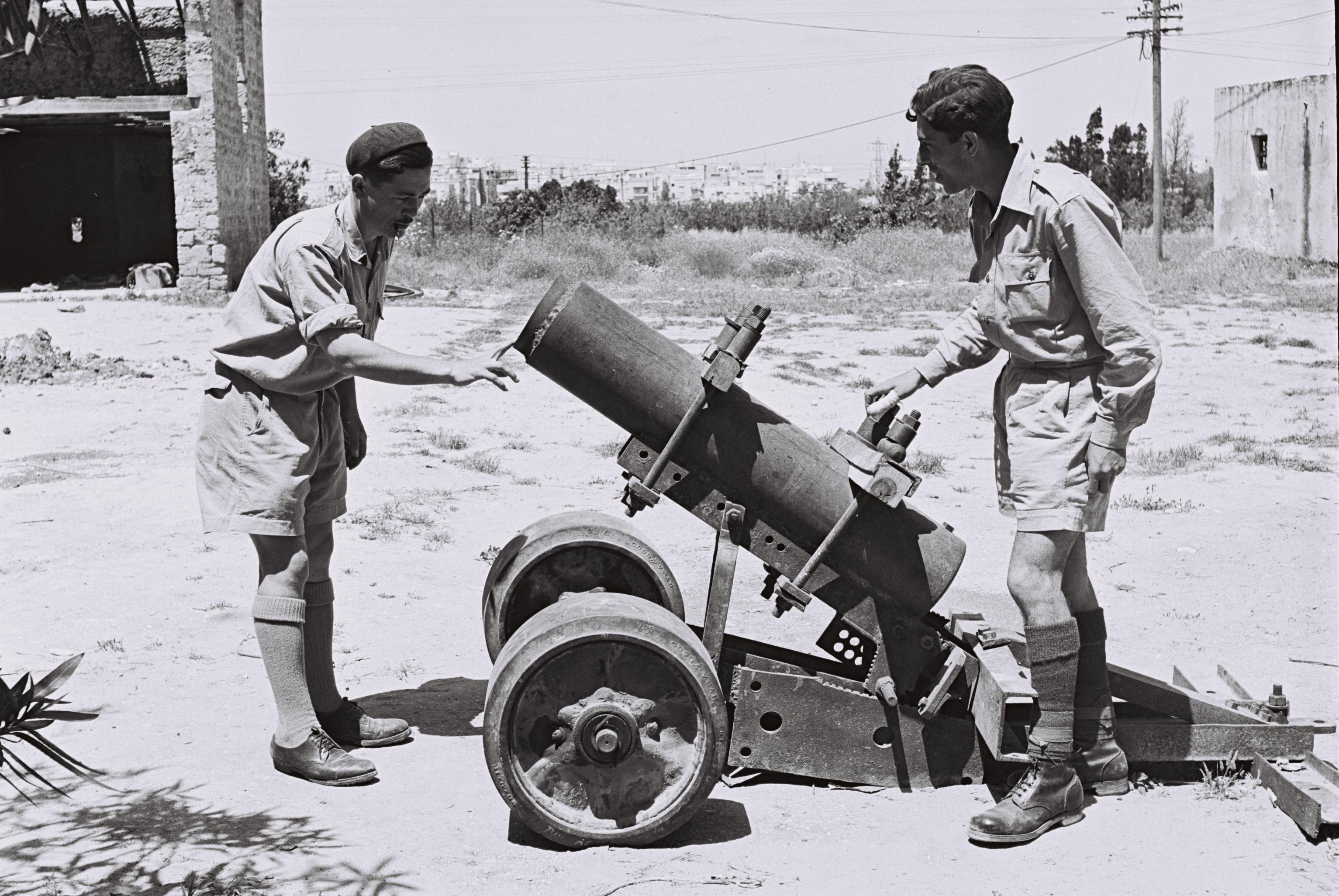
Самодельная артиллерия Хаганы 25 мая 1948 года

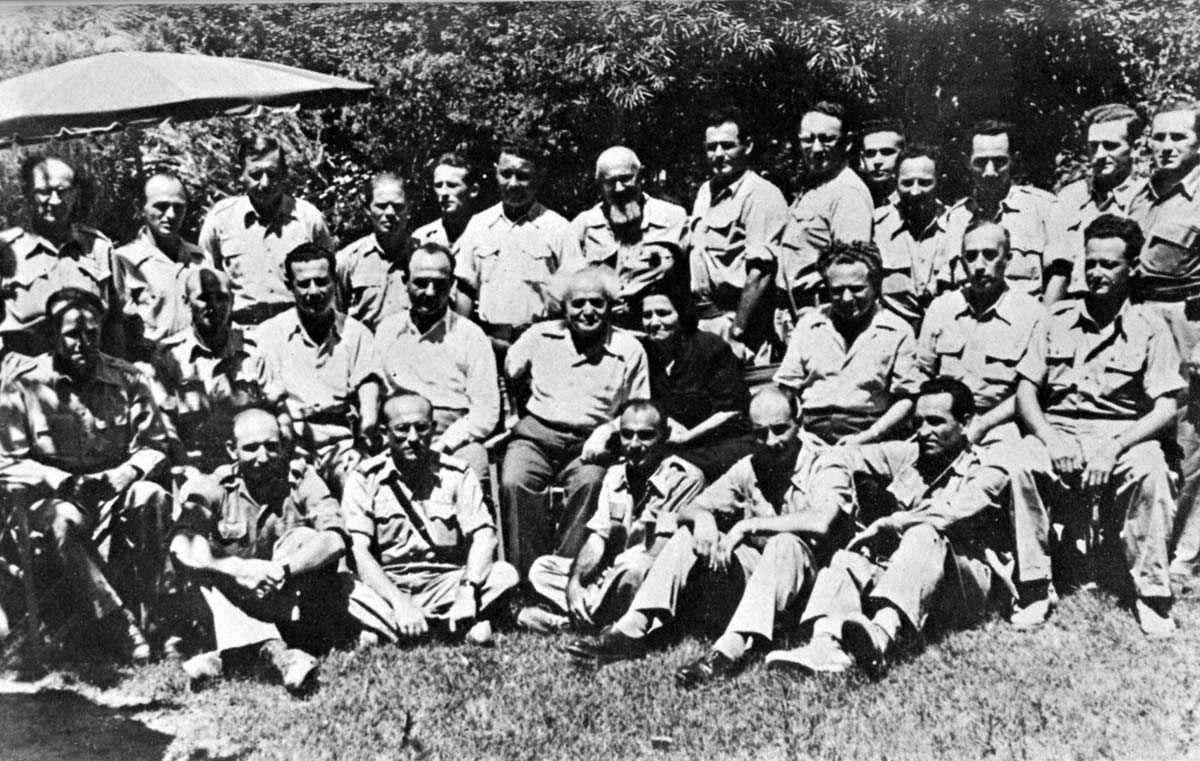
Командный состав Хаганы в день принятия присяги Армии обороны Израиля

После выхода Хаганы из подполья в мае 1948 года и провозглашения государства Израиль для нормальной деятельности организации требовался легальный статус и организационная реформа. Первая же акция по реформированию военной системы привела к крупному конфликту.
С 1938 года существовало Центральное командование, которое возглавлял Исраэль Галили. Он осуществлял связь между подпольной Хаганой и легальными гражданскими учреждениями ишува. Кроме того, Галили часто замещал начальника Генерального штаба Хаганы Яакова Дори в связи с болезнью последнего.
Бен-Гурион, будучи главой органов правления ишува и главнокомандующим вооружёнными силами, в начале мая 1948 года объявил о ликвидации Центрального командования и создании Управления обороны (Минхелет битахон) в составе самого Бен-Гуриона, начальника Генерального штаба Иоханана Ратнера и Исраэля Галили. Однако Галили отказался от работы в этой структуре, а его смещение с поста руководителя Центрального командования вызвало коллективное письмо всех начальников отделов Генштаба Бен-Гуриону с требованием вернуть Галили на прежний пост под угрозой массовой отставки. После консультаций было достигнуто соглашение о совместной работе до выработки новой структуры системы обороны.
12 мая 1948 года Галили и начальник оперативного отдела Генштаба Игаэль Ядин приняли участие в историческом заседании Народного правления (временного органа управления ишувом), созванном для рассмотрения заявления государственного секретаря США Джорджа Маршалла, в котором он требовал отложить провозглашение государства и объявить прекращение огня на 3 месяца. На этот период власть Маршалл предлагал передать «Комитету по наблюдению за прекращением огня», который был бы сформирован Советом Безопасности ООН. Маршалл сказал, что если Народное правление не примет такого решения, то «пусть они не обращаются к Соединённым Штатам в случае арабского вторжения». Народное правление запросило мнение военных специалистов о положении на фронтах и угрозе вторжения. Заслушав Галили и Ядина, Народное правление приняло решение отклонить предложение США. Таким образом, мнение руководства Хаганы оказало решающее воздействие на провозглашение независимости Израиля 14 мая 1948 года.
26 мая 1948 года на заседании Временного правительства был утверждён приказ о создании Армии обороны Израиля. В нём, в частности, содержался пункт о запрете создания и поддержания в государстве любых вооружённых сил, кроме Армии обороны Израиля и подтверждались ранее отданные приказы и инструкции касающиеся военных вопросов, например, мобилизации. 31 мая глава правительства и министр обороны Давид Бен-Гурион издал приказ «О формировании армии обороны Израиля». Согласно приказу, все, кто состоял в подразделениях Хаганы и принимал участие в обороне ишува, становились военнослужащими новой армии. Приказ содержал также текст военной присяги.

## Память

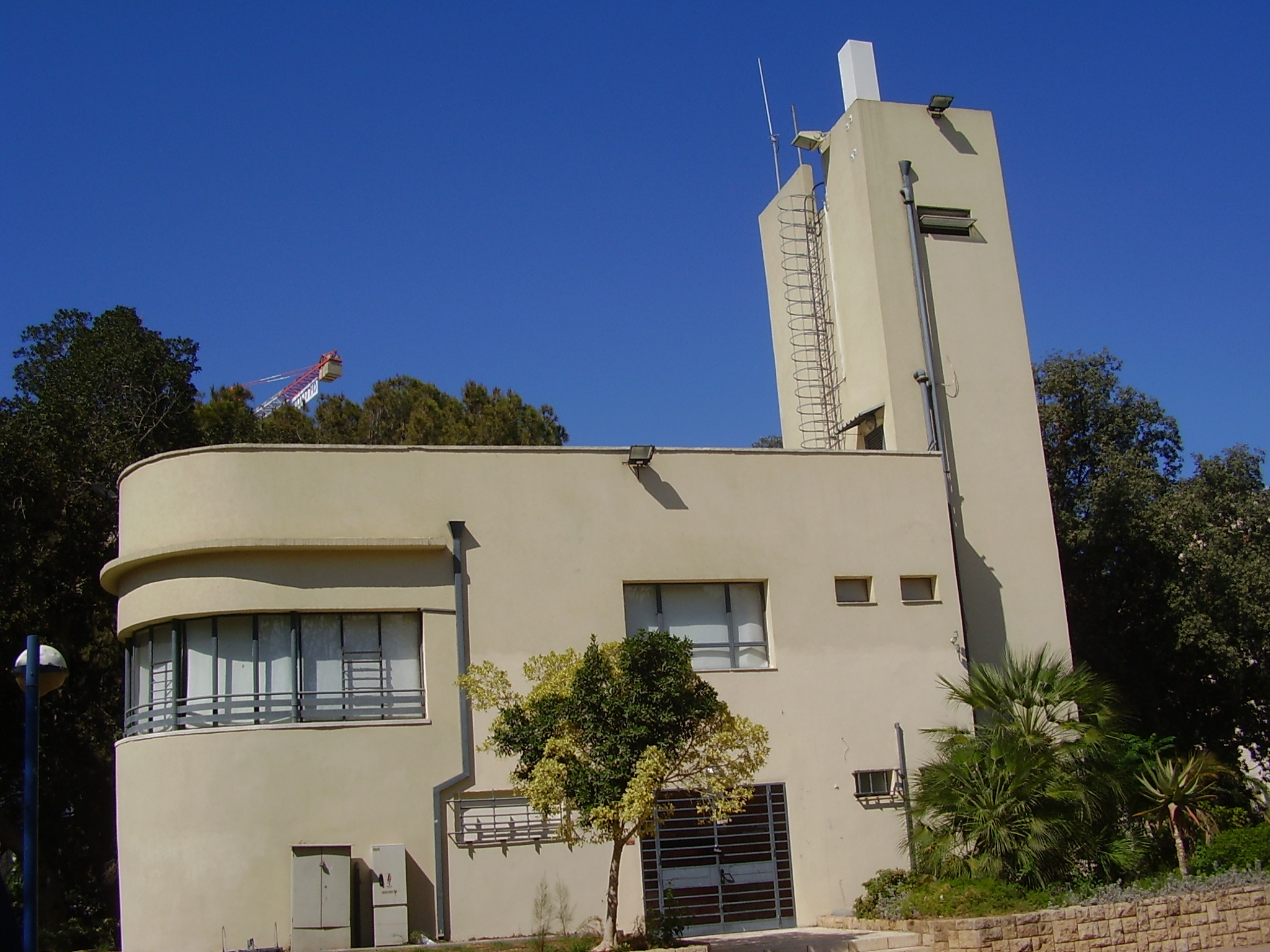
Музей Хаганы

Хагана стала предметом ряда военно-исторических исследований. В 1970-е годы был издан шеститомный научный труд «История Хаганы». В Холоне находится Музей Хаганы.